# Ретичин
Рети́чин (інша назва — Рітичин) — річка в Україні, в межах Яворівського району Львівської області, права притока Шкла (басейн Вісли). 

## Опис і розташування
Довжина річки близько 23 км, площа басейну 178 км². 
Річка бере початок біля села (хутора) Пісоцький, що належить до села Коти. Спочатку тече на південний захід (приблизно 4 км), неподалік від села Семирівка — на південь (близько 2 км), а на північній околиці села Черниляви різко повертає на захід, і так тече до самого впадіння у річку Шкло (ще 13 км) неподалік смт Краковець. 
Найбільша притока — Липовець (права). 